# Ordonnance des bannières

La France en 1477. Domaine royal et Maison de Bourgogne.

L’ordonnance de juin 1467, dite « ordonnance des Bannières », est un texte législatif édicté par le roi de France Louis XI. En 1467, Louis XI, engagé dans sa lutte avec les princes et Charles le Téméraire, décide de confier aux Parisiens la protection de la ville. Il ordonne à tous les gens de métiers et marchands de se mettre en état de porter des armes, et crée à cette fin 61 compagnies. Chaque compagnie regroupe un ou plusieurs corps de métiers, et s’identifie par une bannière. On peut ainsi connaître, pour le Paris du XVe siècle, ce qu’étaient les métiers exercés dans la ville.

## L'ordonnance royale
L’ordonnance des Bannières a été publiée en 1814 dans le tome XVI du grand recueil des Ordonnances des Rois de France, dû au comte de Pastoret, mais cette version, qu’il est possible de consulter en ligne, n’est pas absolument conforme au texte original, si l’on en croit Alfred Franklin, qui se réfère au Registre des Bannières déposé aux Archives nationales.

## La milice urbaine
L’ordonnance des Bannières vise à la constitution d’une milice urbaine.
Tous les hommes de 16 à 60 ans, en état de porter des armes, en particulier les maîtres et ouvriers, doivent se procurer un armement suffisant, fait d’une longue lance ou d’une couleuvrine à main (arquebuse), d’une brigandine (armure légère), d’une salade (casque léger) et d’une vouge (arme d'hast).
Chaque bannière ne peut être réunie en armes que sur ordre du Roi. Elle élit chaque année, au lendemain de la Saint-Jean, deux maîtres qui sont désignés comme « principaulz » et « soubz-principaulz » et qui ont pour mission de tenir registre des gens de métier qui y appartiennent.
Les bannières défilèrent devant le roi le 14 septembre 1467, à la porte Saint-Antoine. On ne sait si cette milice fut ultérieurement convoquée. Si l’Ordonnance des Bannières retient aujourd’hui l’attention, c’est moins pour son rôle dans la défense de Paris que pour la connaissance des métiers de Paris au XVe siècle qu’elle procure.

## Les métiers de Paris auXVesiècle
Les métiers de Paris sous l’Ancien Régime sont connus grâce aux règlements des corporations, aux registres fiscaux, aux ordonnances royales. L’ordonnance des Bannières s’inscrit ainsi à la suite du Livre des métiers de 1268, des registres de la taille de 1292 et de 1313 ou de la Grande Ordonnance de 1350.
Chaque corporation dispose d'une bannière qui porte en son milieu une croix blanche entourée des enseignes et armoiries que les métiers et compagnies choisissent.
Le classement des métiers par bannières sépare parfois des métiers très proches. Aussi la liste des métiers proposée ici ne suit-elle pas l’ordre des bannières donné en annexe.

## Les métiers de l’alimentation

### La viande

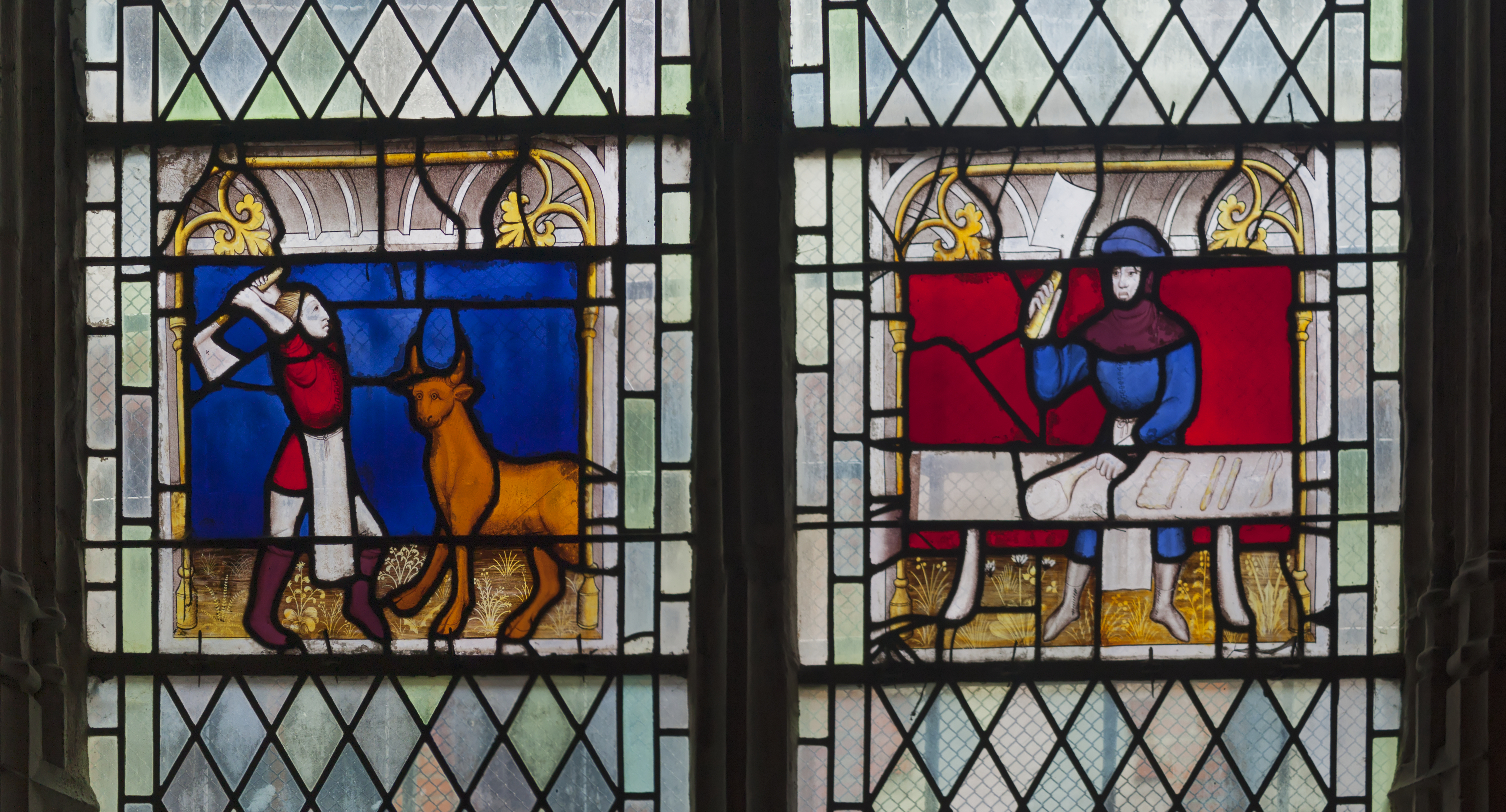
Vitrail des bouchers. Collégiale Notre-Dame de Semur-en-Auxois, vers 1460.

18e bannière : Bouchers de la grant boucherie et autres boucheries subjectes
19e bannière : Bouchers des boucheries de Beauvais, Gloriecte, cimetière Saint-Jehan et Nostre-Dame des Champs
Les bouchers constituent l’une des corporations les plus anciennes (au début de son règne, Philippe Auguste (1180-1223) confirme les coutumes des bouchers de Paris dans des actes qui attestent de l’ancienneté de leur corporation). Ils sont d’abord installés dans l’île de la Cité, aux abords du Petit-Pont et rue Massacre-Moyenne. Au moment où, sans doute dès le XIe siècle, la croissance de la population entraîne l’occupation des deux rives, et tout d’abord des monceaux Saint Gervais et Saint Germain l’Auxerrois, les bouchers s’installent dans le quartier Saint-Jacques-la-Boucherie, près du Châtelet. La Grande Boucherie y est mentionnée dès 1157. Ce vaste bâtiment, situé à l’angle des rues Saint-Denis et Saint-Jacques-la-Boucherie, comprenait 31 étaux vers 1400. Corps fermé, presque héréditaire, les bouchers recouvrent dès 1423 les privilèges qu’ils avaient perdus à la suite de la révolte des cabochiens, qui avait abouti à la démolition de la Grande Boucherie en mai 1416, et à l’installation des étaux en quatre lieux : 16 étaux dans les halles en Champeaux (la Boucherie de Beauvais) ; 16 devant Saint-Leufroi ; 4 aux cimetières Saint-Gervais puis Saint-Jean ; 4 près du petit Châtelet (la boucherie de Gloriette). Leur puissance économique tient au fait qu’ils contrôlent toute la filière de production, depuis l’achat des bêtes, leur pacage à proximité de Paris, leur abattage au cœur de la ville, jusqu’à la vente de la viande, des sous-produits comestibles (les tripes) et industriels (les peaux, les suifs, les cornes) Ils sont ainsi en mesure de fixer les prix pour le négoce tant de la viande que du cuir.
39e bannière : Poullaillers, Queux, Rôtisseurs, Sauccissiers
Les « poullaillers », déjà cités dans le Livre des métiers, ont droit, selon l’ordonnance de janvier 1350, de vendre des volailles, des œufs, du fromage, des perdrix, des lapins, des agneaux, des chevreaux, des veaux, des oiseaux de mer ou de marais. Pour la plupart, ils sont installés près du Châtelet.
Les « queux » (cuisiniers) préparent et vendent des viandes bouillies ou rôties. Au XVe siècle, la communauté des cuisiniers se sépare en deux branches : les « rôtisseurs », qui conservent les statuts d’origine ; et les charcutiers, dotés de nouveaux statuts en 1476.
Si les « sauccissiers » sont cités dans l’ordonnance des Bannières, ils n’obtiennent leurs premiers statuts qu’en 1476 sous le nom de « chaircuitiers-saulcissiers ». Ils ont alors droit de vendre des chairs cuites, et plus spécialement de la viande de porc. En 1513, des lettres patentes les autorisent à commercer des porcs vivants.
44e bannière : Vendeurs de bestail, Marchans de bestail
Au XVe siècle, le bétail vient principalement du Perche, du Maine, de la Marche et du Limousin, secondairement du Valois et du Vermandois. Depuis ces régions, les troupeaux cheminent vers Paris à pied. Le principal marché aux bœufs est situé rue Saint-Honoré, au-delà de l’ancienne porte.

### Le poisson
45e bannière : Pescheurs, Marchans de poisson d’eaue douce
Les « pescheurs » (pêcheurs) constituent une petite corporation qui a le droit de pêche dans la partie de la Seine, dite « l’eau du roi », qui remonte vers l’amont depuis la pointe orientale de l’île Notre-Dame (vers l’aval, entre l’île Notre-Dame et le Pont au Change, le droit de pêche appartient à l’abbaye Saint-Magloire ; entre le pont au Change et Sèvres, à l’abbaye de Saint-Germain-des-Prés).
C’est la corporation des « marchans de poisson d’eaue douce » (poissonniers d’eau douce) qui dispose du monopole de la vente, surveille la qualité et la dimension des poissons, en fixe les prix. Les boutiques sont réparties dans tout le Paris du XVe siècle : au Châtelet, au port au Foin, auprès du Grand et du Petit-Pont, à la porte Baudoyer. On y vend des brochets, des anguilles, des lamproies, des carpes….
44e bannière : Vendeurs de poissons de mer
Les « vendeurs de poissons de mer » (poissonniers de mer), déjà cités dans le Livre des métiers, vendent à la criée les poissons venant de la marée : merlans, maquereaux, harengs, morues, rougets, chiens de mer, raies, sardines, truites, saumons, marsouins.
Ces poissons proviennent en quasi-totalité des ports de Picardie et de Haute-Normandie. Les transports sont assurés par des marchands forains (i.e. non parisiens), des voituriers de poisson de mer ou des chasse-marée. Quittant les ports de la Manche en fin d’après-midi, ils voyagent de nuit pour être aux Halles à l’ouverture. La porte Poissonnière, la rue du Faubourg-Poissonnière et la rue Poissonnière gardent la mémoire de leur trajet dans Paris, qui se prolonge par la rue des Petits-Carreaux et la rue Montorgueil jusqu’au « parquet de la marée », place triangulaire situé au nord-est des Halles. La vente se fait par panier, sous le contrôle de vendeurs jurés. La vente au détail est réservée à des femmes pauvres, les harengères.
Les maquereaux, morues, harengs saurs et salés (denrée de première nécessité pour les Parisiens les moins riches), venus du port de Dieppe, sont débarqués au port de l’Ecole-Saint-Germain.

### Les fruits et légumes
51e bannière : Mareschers, Jardiniers
Les « mareschers » (maraîchers) appartiennent à la communauté des jardiniers, mais ils sont cités à part dans l’Ordonnance des Bannières. La corporation des jardiniers inclut, outre les maraîchers, les fleuristes, les marchands d’arbres et les planteurs. Au XVe siècle, céréales, fruits et légumes sont produits à proximité immédiate de la ville. On trouve des vergers sur les coteaux et, au fond des vallées, des productions de pois, fèves, poireaux, navets et choux.

### Le pain
5e bannière : Boulengers

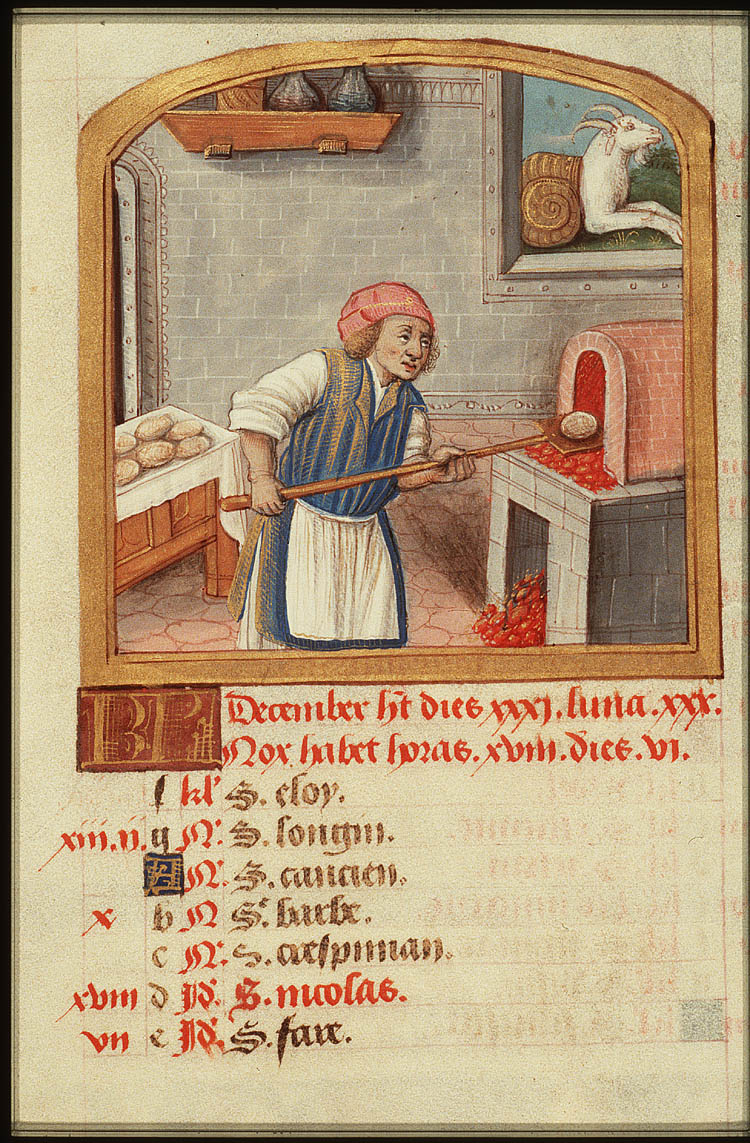
Boulanger enfournant son pain. Calendrier de livre d'heures. Bibliothèque royale des Pays-Bas.

Par crainte des incendies, le pain a été longtemps cuit en dehors de la ville. A Paris même, seuls deux cents maîtres « boulengers » (boulangers) ont droit de cuire. Un pain sur deux est cuit par des forains. Au XVe siècle, ce sont les pains de Chailly, Corbeil, Melun, Saint-Marcel et Saint-Brice qui sont les plus appréciés. Ils sont vendus, trois fois par semaine, aux Halles et place Maubert.
6e bannière : Paticiers
Les « paticiers » (pâtissiers) sont cités dans le registre de la Taille de 1292 (ils vendent alors des pâtés de viande, des tartes et des flans) mais on ne leur connaît pas de statuts antérieurs à 1440.
Les oublieurs fabriquent et vendent des oublies, gaufres et autres pâtisseries légères. Ils ne sont pas cités dans l’Ordonnance des Bannières, alors que leurs premiers statuts datent de 1270. Ils sont réunis aux pâtissiers en 1566.
6e bannière : Musniers
Les « musniers » (meuniers), déjà cités dans le registre de la Taille de 1292, doivent, pour accéder à la maîtrise, être propriétaire d’un moulin ou le tenir en fermage. Les moulins à eau sont nombreux sur la Seine (55 entre le pont Notre-Dame et le pont aux Meuniers et 13 sous ce pont). On en trouve aussi sur la Bièvre. Des moulins à vent sont déployés sur tous les coteaux.
Pourtant identifiés dès 1268 dans le Livre des métiers, les marchands de blé n’apparaissent pas dans l’ordonnance des Bannières. Au XVe siècle, les grands marchés sont Poissy, Gonesse, Marly-la-Ville, Dammartin-en-Goâle, Claye, Meaux pour la plaine de France, Pontoise pour le Vexin français, Brie-Comte-Robert et Corbeil pour la Brie occidentale, Gisors, les Andelys, Elbeuf, le Neubourg pour la Normandie.
Les céréales sont déchargées au port de Grève pour être vendues au marché au blé, situé aux Halles.

### Le sel
43e bannière : Henouars
Depuis les salines de Bourgneuf ou de Guérande, le sel est transporté à Paris par la Seine ou par la Loire et la route d’Orléans. Les bateaux chargés de sel accostent au port au Sel, dont on pense qu’il se situait à proximité du quai et de la rue de la Saunerie, à l’ouest du Châtelet.
Les « hénouars » (porteurs de sel) transportent le sel depuis les greniers de la Saunerie jusqu’au domicile des acheteurs. C’est une petite communauté : 24 porteurs en 1415.

### Le vin
34e bannière : Avalleurs de vins, Tonneliers
56e bannière : Vignerons
Le vin provient des coteaux du sud et de l’ouest de Paris, de Vitry et Bourg-la-Reine à Nanterre et Neuilly, mais aussi de Bourgogne, de l’Auxerrois, de l’Orléanais. Il est déchargé au port de Grève et destiné soit à la consommation parisienne soit au transit vers l’Artois ou la Flandre par la route de Saint-Denis.
Les « avalleurs de vins » (déchargeurs) ont une activité saisonnière. On décharge les primeurs en septembre, le vin d’Ile-de-France et le vin de Bourgogne entre octobre et février. Le trafic se réduit ensuite jusqu’à s’interrompre presque entièrement en mai.
Les tonneliers fabriquent des tonneaux cerclés de fer, des barils, des cuves, des vis de pressoir… Ils appartiennent, jusqu’en 1376, à la même communauté de métiers que les charpentiers. Au XVe siècle, ils sont installés près des Halles, en la Tonnellerie, et près du port au vin, en la Mortellerie.
59e bannière : Buffetiers
Les buffetiers sont des fabricants de vinaigre (du vieux français, où le mot buffet signifiait vinaigre). Ils donnent aussi à boire, dans leur boutique, l’eau-de-vie qu’ils sont autorisés à distiller.

### La bière
Les brasseurs et cervoisiers ne sont pas cités dans l’ordonnance des Bannières. Ils disposaient d’un monopole, auquel faisaient exception les hôtels-Dieu. La bière était peu consommée à Paris, sauf dans les années où le vin manquait ou bien était de trop mauvaise qualité.

### Hôtels et tavernes
54e bannière : Hostelliers, Taverniers
Les « hostelliers » (hôteliers) offrent le logement et le repas. Les taverniers servent uniquement à boire.

### Épiciers et regrattiers
48e bannière : Espiciers
Les « espiciers » (épiciers) appartiennent à la même corporation que les apothicaires, mais disposent d’un régime particulier à partir des ordonnances d’août 1484 et de juin 1514.
Au XVe siècle, l’épicerie est un commerce de luxe : s’y vendent le poivre, le safran, la cannelle, le gingembre, le clou de girofle, la noix muscade. On y trouve aussi oignon, ail, laurier, herbes aromatiques, sucre, raisin, oranges… ou encore de l’huile ou du sel. Les épiciers font au surplus commerce de produits tinctoriaux (venus d’Orient avec les épices), ou de métaux en barre (fer, cuivre, étain).
52e bannière : Vendeurs d’eufz, fromages et egrun
Les « vendeurs d’eufz, fromages et egrun » (vendeurs d’œufs, fromages et aigrins, légumes et fruits à saveur aigre) sont sans doute les regrattiers. Ce sont de petits commerçants qui assurent la vente, au jour le jour, en petites quantités de produits surtout alimentaires : pain, sel, œufs, fromage (au XVe siècle, les fromages viennent de Montreuil ou de Vincennes autant que de la Brie), légumes, poissons de mer, volaille, gibier, oignons, aulx, échalotes, fruits, poires, pommes, raisins, dattes, figues, épices, cumin, poivre, réglisse, cannelles et, dit le Livre des métiers, « toutes autres manières de denrées, sauf poisson de eaue douce et cire ouvrée ».
Les regrattiers achètent aux Halles, mais aussi aux établissements religieux et aux maraîchers des faubourgs. Ils tiennent boutique ou échoppe ou bien vendent sur des éventaires dans les rues.

## Les métiers du textile, du cuir et du vêtement

### Le textile
47e bannière : Drappiers

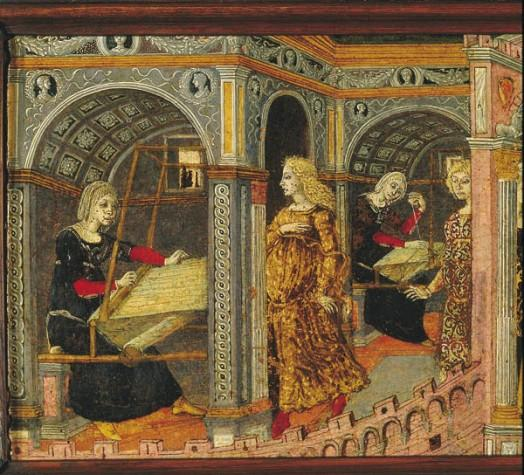
Pénélope devant son métier à tisser. Peinture sur panneau de coffre, XVe siècle. Musée national de la Renaissance, château d'Écouen.

Dans l’ordonnance des Bannières, les « drappiers » (drapiers) sont les marchands de drap (la fabrication revenant aux « tixerands de lange »). Au XIIIe siècle, la production de drap était importante à Paris et concurrençait, à l’export, les draps de Malines, Bruxelles, Douai, Cambrai. Le déclin s’amorce vers le milieu du XIVe siècle. Le nombre de tisserands tombe à une trentaine en 1391, à une dizaine en 1426. Tisserands, foulons, tondeurs ne forment plus que des métiers de second rang. Les drapiers tirent désormais leur prospérité de la vente de draps qu’ils importent de Normandie, du Centre, de Flandre ou d’Italie.
23e bannière : Tainturiers de drap
Ce déclin n’affecte que temporairement les « tainturiers de drap » (teinturiers), qui se spécialisent, vers le milieu du XVe siècle, dans la transformation de draps communs et dans l’apprêt de draps écrus. Les teinturiers sont sur les bords de Seine, notamment près de Saint-Denis-de-la-Chartre en la Cité, et de la Bièvre.
49e bannière : Tainturiers de fil, de soye et de toilles
Les « tainturiers de fil, de soye et de toilles » (teinturiers de fil, de soie et de toiles), constitués en corporation en 1420, forment une bannière à eux seuls, ce qui traduit l’essor de la production de soieries au XVe siècle.
22e bannière : Faiseurs de cardes et de pignes, Tondeurs de grans forces
55e bannière : Pigneux et cardeux de layne
Après qu’elle a été déballée, triée et lavée, la laine doit être épluchée, peignée et cardée. Métier très ancien, les « pigneux et cardeux de layne » (cardeurs de laine) ont dû se constituer en corporation avant 1467, mais leur communauté n’est pas identifiée avant l’Ordonnance des Bannières.
La même ordonnance mentionne également les « faiseurs de cardes et de pignes » (cardiers), outils à usage des cardeurs, ainsi que les « tondeurs de grans forces » (forcetiers) fabricants de gros outils en fer à l’usage des tondeurs de drap.
20e bannière : Tixerans de linge
30e bannière : Tixerans de lange
Les « tixerans de linge » (tisserands de linge) tissent la toile.
Les « tixerans de lange » (tisserands de lange) tissent la laine. Leur métier, désigné comme « toissarans de lange » dans le Livre des métiers de 1268, recouvre à cette époque à la fois la fabrication et la vente de draps. L’ordonnance des Bannières atteste d’une séparation, amorcée dès la fin du XIIIe siècle, entre les tisserands, « drapiers-drapans », et les « marchands-drapiers » (qui forment la 47e bannière).
Les tisserands quittent Paris après 1350 pour échapper au service du guet et s’établissent hors les murs, à Saint-Martin, Saint-Denis et Saint-Marcel en particulier.
21e bannière : Foulons de drap
49e bannière : Tandeurs
Après avoir été tissé, le drap doit être lavé et foulé. Ce travail est assuré par des maîtres foulons, assistés d'ouvriers. L’embauche d’ouvriers à la journée se fait au chevet de l’église Saint-Gervais.
Les draps sont ensuite tendus sur des bois, appelés lices, rames ou poulies, par des tandeurs, qui appartiennent à la corporation des foulons.

### Le cuir
Au XVe siècle, les artisans du cuir sont non loin de la Grande Boucherie : les tanneurs près de la Seine, en la Tannerie, à proximité de la Grève, les mégissiers en la Mégisserie, les corroyeurs entre les rues Saint-Denis et Saint-Martin, en la Corroierie, les selliers sont rue Saint-Antoine, rue Saint-Denis et près des ponts, les cordonniers sont partout dans la ville.
1re bannière : Tanneurs, Baudroyeurs, Courayeurs
2e bannière : Mégissiers
Les tanneurs et les mégissiers assurent la préparation des peaux pour en faire du cuir. Les baudroyeurs travaillent les cuirs épais destinés à faire des ceintures et des semelles, que finissent d’apprêter les courayeurs (corroyeurs).
3e bannière : Tainturiers et pareux de peaux
15e bannière : Courayeurs de peaux
Les « tainturiers et pareux de peaux » (peaussiers) travaillent et teintent le cuir destiné à des vêtements.

### Le vêtement

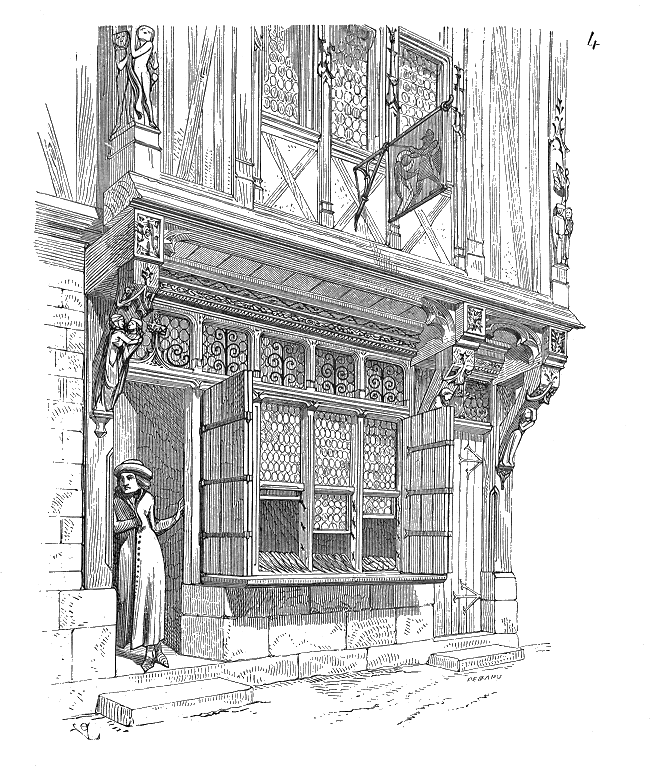
Boutique au XVe siècle. Viollet-le-Duc, Dictionnaire raisonné de l'architecture française.

Au XVe siècle, la Cité et les ponts sont le domaine des gantiers, savetiers, tassetiers, boursiers, pourpointiers, chaussetiers, ceinturiers, lingères. Entre la Seine et la rue des Lombards, on trouve des merciers et pelletiers, des pourpointiers et bonnetiers. Les couturiers et les chaussetiers sont en la Vennerie, en la Saunerie et sur Saint-Jacques-la-Boucherie. Les pourpointiers sont rue des Lombards. Les aumussiers et les chapeliers sont sur le pont Notre-Dame.
15e bannière : Marchans pelletiers
16e bannière : Marchans fourreux
Les « marchans pelletiers » (pelletiers) font commerce des peaux. Les « marchans fourreux » (fourreurs) les transforment : couture, doublure, bordures de fourrures.
Au XVe siècle, les étoffes de soie et de laine se substituent aux pelleteries. Le nombre et la puissance des pelletiers ne sont plus ce qu’ils étaient aux siècles précédents, quand les peaux et fourrures servaient de vêtements aux gens de toutes conditions : peaux d’agneau, de chat, de renard, de lièvre, de lapin, d’écureuil, d’hermine, de loutre, de belette, de petit-gris, de martre-zibeline, de loir, de chien, de loup, de daim, de chèvre, de chevreau, de genette, de blaireau, de fouine, de mouton.
25e bannière : Cousturiers
31e bannière : Pourpointiers
35e bannière : Chasubliers, Brodeurs
Les « cousturiers » (couturiers) cousent les vêtements. Comme les doubletiers, qui font les doublures, ce sont de petits métiers qui travaillent pour les tailleurs. On peut penser que la 25e bannière réunit tous ces métiers.
Les « pourpointiers » sont fabricants de pourpoints, qui se sont affranchis de l’ancien métier commun de tailleur au cours du XIVe siècle.
Les chasubliers fabriquent les vêtements d’église : chasubles, chapes, dalmatiques, étoles.
Ils sont réunis aux brodeurs, dont les travaux de broderie sont principalement destinés à la noblesse.
2e bannière : Sainturiers, Boursiers
3e bannière : Gantiers
Les « sainturiers » (ceinturiers) fabriquent des ceintures, artisanat en plein développement à Paris au XVe siècle. En cuir ou en tissu, elles sont ornées de clous, boucles et autres articles de métal. Les ceintures ornées en argent ou en étain sont particulièrement recherchées.
Les boursiers fabriquent des bourses, à partir de chutes de tissus de soie.
Les gantiers fabriquent des gants.
3e bannière : Esgueullettiers
28e bannière : Espingliers
Les « esgueullettiers » (aiguilletiers) fabriquent des aiguillettes (qui permettent de rattacher entre elles des pièces du costume, et plus spécialement le haut-de-chausse au pourpoint).
Les « espingliers » sont fabricants d’épingles.
4e bannière : Cordouenniers
17e bannière : Patiniers
37e bannière : Savetiers
47e bannière : Chaussetiers
Les « cordouenniers » (cordonniers) fabriquent des chaussures (à partir des cuirs de Cordoue, au Moyen-Age, pour les chaussures de luxe).
Les patiniers fabriquent des patins, chaussures à haute semelle en bois, garnies de clous.
Au XVe siècle, les savetiers ont uniquement le droit de raccommoder des chaussures.
Les chaussetiers sont fabricants de chausses, partie du costume qui enveloppe les jambes, faite de serge, toile, feutre, soie, drap ou laine.
26e bannière : Bonnetiers, Foulons de bonnets
27e bannière : Chappelliers
Les bonnetiers prennent ce nom dans l’Ordonnance des Bannières. Ils sont issus des corporations médiévales de chapeliers de coton (fabricants des bonnets tricotés en coton et en laine), d’aumussiers (fabricants d’aumusses, capuchons pointus qui couvraient la tête et les épaules) et de coiffiers (faiseurs de coiffes). Au XIVe siècle, ils sont connus comme chapeliers de gants de laine et de bonnets. Leur spécialité est le travail à l’aiguille.
Les foulons de bonnets foulent et apprêtent les bas et bonnets.
Les « chappelliers » (chapeliers) regroupent peu à peu les nombreux corps de métiers qui fabriquent des coiffures. Les chapeaux sont de feutre ou de fourrure.
Bonnets tricotés et chapeaux sont des produits d’exportation.
14e bannière : Freppiers
Les « freppiers » (fripiers) vendent du vieux : vêtements ou étoffes. Ils peuvent tenir boutique (fripiers boutiquiers), vendre en criant dans les rues (fripiers ambulants) ou, pour les plus misérables, étaler leurs vieux linges à proximité du cimetière des Innocents (fripiers étaliers).

## Les métiers du bois et de l’ameublement

### Le bois
17e bannière : Tourneurs de blanc boys
L’ordonnance des Bannières désigne ainsi les tourneurs sur bois.
36e bannière : Marchans de buche
Les « marchans de buche » sont des marchands de bois à brûler. Les bûches, le bois d’œuvre, le merrien (dont on faisait les fûts) arrivent au port de Grève en provenance principalement de la haute Seine, de l’Aube, de la Marne et de l’Yonne.
41e bannière : Lanterniers
Les lanterniers sont fabricants de lanternes.

### L’ameublement
12e bannière : Coffriers, Malletiers

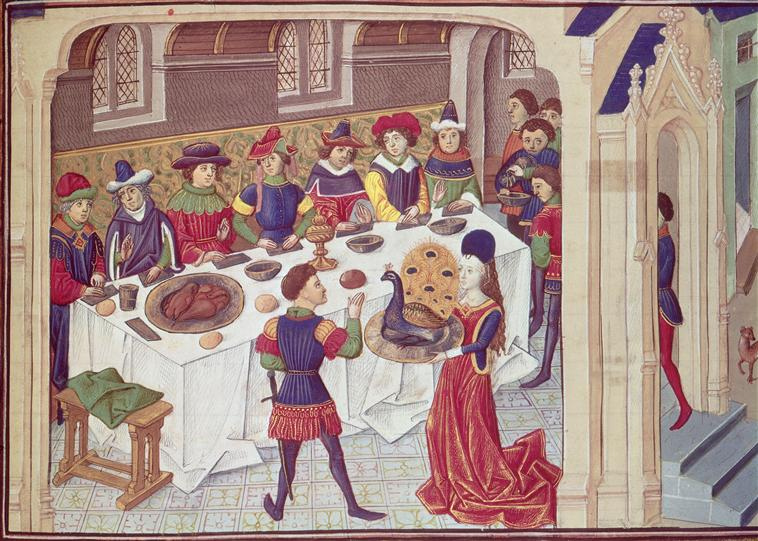
Banquet du paon. Paris, musée du Petit Palais.

Les « coffriers » sont fabricants de coffres et coffrets. Les malletiers sont fabricants de malles.
24e bannière : Huchers
Les « huchers » (huchiers) fabriquent des huches, armoires, bancs, buffets.
49e bannière : Tapiciers
50e bannière : Tapiciers sarrasinois
Les « tapiciers » (tapissiers) sont faiseurs de «tapis nostrés », expression qui désigne sans doute un tissu ras et lisse, par opposition aux tissus épais évoquant l’Orient des tapis que fabriquent les « tapiciers sarrasinois » (tapissiers sarrasins).
59e bannière : Natiers
Les « natiers » (nattiers) sont des fabricants de nattes, qui recouvraient le sol des maisons en hiver.

## Les métiers du métal et la fabrication d’armes
Les artisans du métal sont nombreux dans la partie basse de la rue Saint-Denis et de la rue des Arcis : cloutiers rue de Marivaux, lormiers en la Lormerie, les fabricants d’armures en la Heaumerie, les couteliers en la Coutellerie, les émouleurs de grande force en la Ferronnerie. Lances et armures se vendent rue Saint-Denis. Bronziers et chaudronniers sont rue Saint-Martin. Les potiers d’étain sont sur tous les axes de circulation.

### Le métal
7e bannière : Fevres
Les fèvres travaillent le fer. La matière première vient de Normandie ou d’Espagne ou de la récupération de vieux fers.
8e bannière : Serruriers
Les serruriers regroupent deux corporations médiévales : pour la fabrication des serrures de fer et pour celle des serrures de cuivre qui ferment les écrins et les coffres.
9e bannière : Coustelliers, Esmoleurs
Les « coustelliers » (couteliers) sont fabricants de couteaux. Les « esmoleurs » (rémouleurs) affutent les couteaux et il s’agit sans doute dès cette époque d’un métier ambulant.
10e bannière : Cloustiers, Serpiers
Les « cloustiers » (cloutiers) sont fabricants de clous.
L’Ordonnance des Bannières désigne comme serpiers les taillandiers, qui sont fabricants d’outils tranchants et coupants (cognées, haches, serpes, scies, faux…), mais aussi de nombreux autres objets : vrilles, limes, ciseaux, tenailles… ; ustensiles de cuisine (marmites, crémaillères, broches, pelles, pinces, chenets…) ; chandeliers, passoires, râpes, entonnoirs, girouettes, moules pour pâtissiers….
28e bannière : Fondeurs, Balanciers, Chauderonniers, Graveux de seaulx
Les fondeurs assurent la fonte du métal. La plupart des métiers fabriquaient et fondaient leurs propres outils. Les fondeurs confectionnaient boucles, fermaux et autres anneaux de cuivre et d’archal (alliage de cuivre et de zinc).
Les balanciers sont faiseurs de balances et de poids.
Les « chauderonniers » (chaudronniers) fabriquent des articles de fonte, tels des chaudrons, des trépieds.
Les « graveux de seaulx » ont seuls le droit de graver les sceaux.
29e bannière : Potiers d'estain
Les potiers d’étain produisent de la vaisselle d’étain, des aiguières, calices, gobelets, cuillers et fourchettes, salières…. L’étain est importé d’Angleterre.
33e bannière : Orfevres
Les orfèvres fabriquent des objets en or et argent, en particulier de la vaisselle. Au XVe siècle, ils sont sur le Grand-Pont, rue Quincampoix, rue Saint-Denis, à la porte Paris (près du Grand Châtelet).

### La fabrication d’armes
9e bannière : Gueyniers

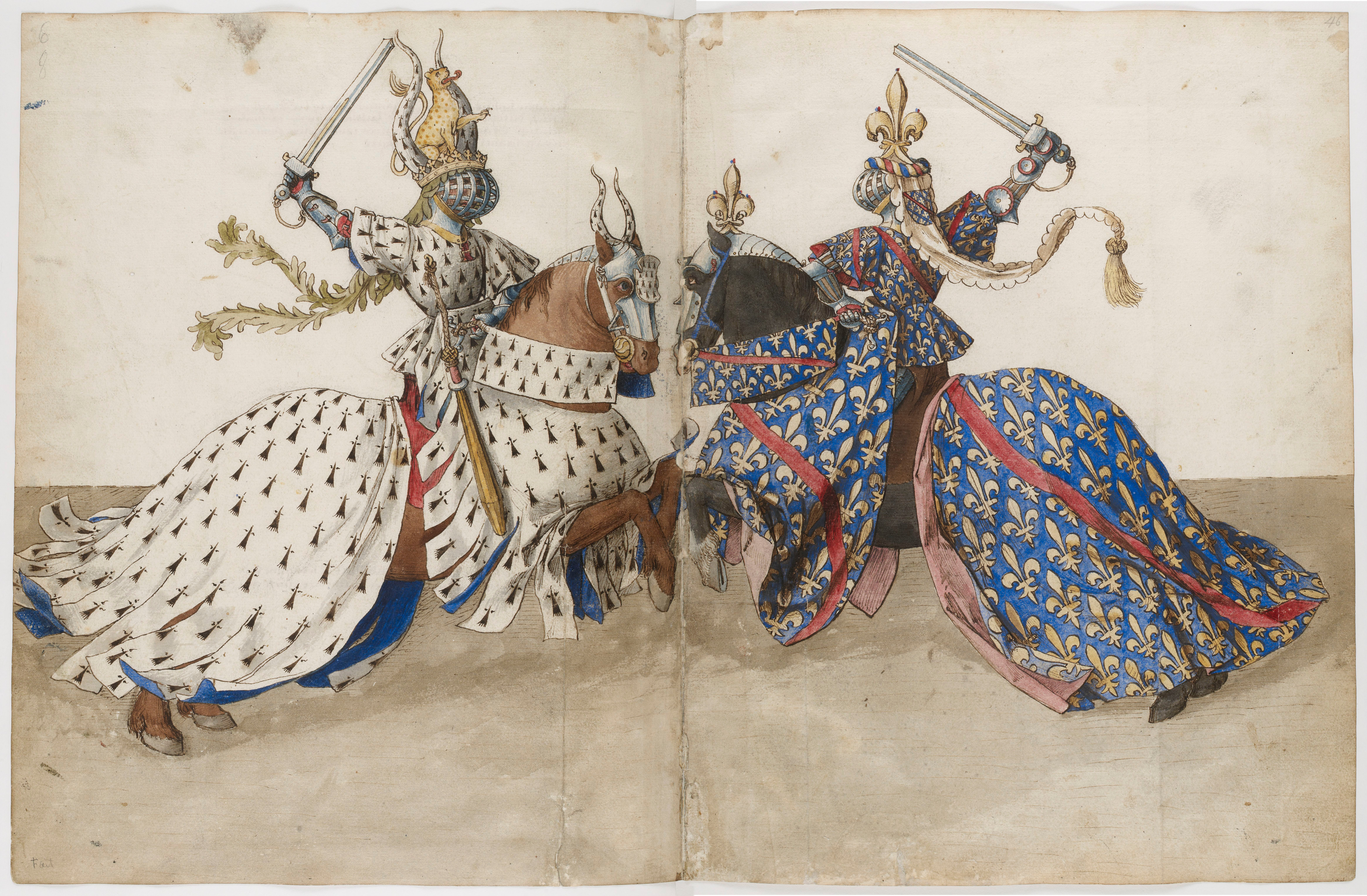
Un tournoi au XVe siècle. Miniature de Barthélemy d'Eyck BNF Fr2695.

Les « gueyniers » (gainiers) fabriquent des gaines, fourreaux pour les épées, étuis….
13e bannière : Armuriers, Brigandiniers, Fourbisseurs de harnoys, Fourbisseurs d'espées, Lanciers
Les armuriers sont faiseurs d’armes défensives (casques, hauberts…), et les brigandiniers de brigandines, qui sont des cuirasses de fantassins, légères et de faible coût. Les fourbisseurs ont seuls le droit de monter et garnir les épées, dagues, lances, piques… Ils ne forgent pas les lames (travail des couteliers) ni ne fabriquent les manches (travail des menuisiers). Les lanciers sont fabricants de lances.
17e bannière : Artilliers
Les artilliers fabriquent des armes à longue portée : arcs et flèches, arbalètes….

## Les objets d’art, de luxe, l’écriture et le livre
Au cours du XVe siècle, se développe, sur l’île de la Cité et sur les ponts, un artisanat d’art : fabricants de harpes et tourneurs de boissellerie ; faiseurs de dés et de peignes d’ivoire ; copistes et calligraphes ; enlumineurs ; relieurs ; graveurs de sceaux. Entre la Seine et la rue des Lombards, on trouve des tabletiers ciseleurs d’ivoire, des tailleurs de diamant. Parcheminiers, papetiers, copistes, relieurs sont près de l’Université et du Châtelet, aussi à Saint-Jacques-la-Boucherie.
17e bannière : Pigners
Les « pigners » (peigniers) sont fabricants de peignes, faits d’ivoire, de buis ou de corne.
35e bannière : Paintres, Ymagers

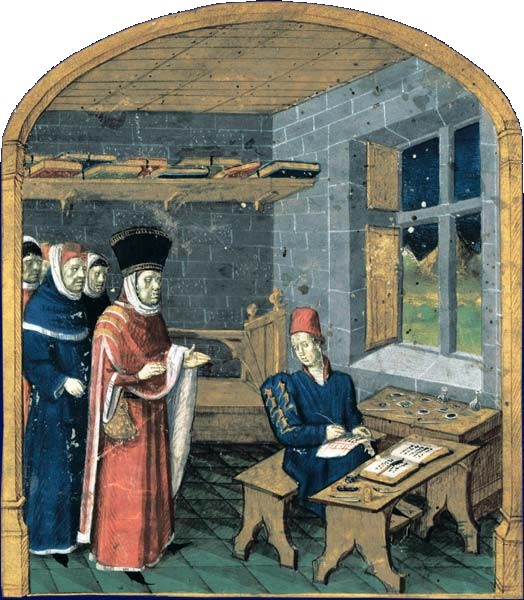
Guillaume Jouvenel des Ursins visitant un enlumineur dans son atelier. BNF.

Les « paintres » (peintres) appartiennent tous à la même communauté de métiers, qu’ils soient portraitistes renommés, peintres d’enseignes ou peintres en bâtiments (tous métiers manuels).
Les « ymagers » (imagiers) sont sculpteurs ou peintres (la plupart des sculptures étant peintes ou dorées), selon une dénomination qui remonte au Livre des métiers, qui distingue « ymagiers-paintres » et « ymagiers-tailleurs », .
46e bannière : Parcheminiers, Enlumineurs, Libraires, Escripvains
Les parcheminiers fabriquent des parchemins. Leur corporation subsiste à l’impression sur papier, et dispose encore des statuts en 1728.
Les enlumineurs sont les successeurs des créateurs d’enluminures de l’époque médiévale. Au XVe siècle, ils vivent surtout de leçons de dessin et d’écriture.
Les libraires vendent des livres, sous le contrôle de l’Université. Certains sont aussi éditeurs.
Les « escripvains » (écrivains), copistes ou écrivains publics, sont aussi maîtres d’école. Bien que nommés dans l’Ordonnance des Barrières, ils ne sont constitués en corporation qu’un siècle plus tard, en novembre 1570.
50e bannière : Merciers
Riche et puissante corporation, les merciers, qui ont le droit de vendre toute espèce de produits ou d’objets, sans être autorisés à en fabriquer, font surtout commerce des produits de luxe. On trouve leurs boutiques rue du Feurre (actuelle rue Berger) et, sur l’île de la Cité, dans la galerie du Palais qui porte leur nom.

## Les métiers liés aux chevaux et aux transports

### Les chevaux
7e bannière : Mareschaulx
Les « mareschaulx » (maréchaux) ont seuls le droit de ferrer les chevaux, de les panser « et médicamenter ».
12e bannière : Lormiers, Selliers
Les lormiers ont le droit de fabriquer des brides, courroies, étrivières, éperons…. Ils appartiennent au XVe siècle (jusqu’en 1482) à la même corporation que les selliers, qui rembourrent, recouvrent et ornent les selles (dont l’armature en bois est fabriquée par les charpentiers).
58e bannière : Bourreliers, Corretiers de chevaulx, Vendeurs de chevaulx
Les bourreliers travaillent la bourre et le cuir. Ils fabriquent en particulier des colliers de chevaux.
Les « corretiers de chevaulx » (courtiers de chevaux) assurent la fonction d’intermédiaire entre les loueurs de chevaux et les patrons de bateaux pour le halage sur la Seine
Les « vendeurs de chevaulx » (chevaux) assurent la fonction d’intermédiaire entre les marchands forains (c’est-à-dire non Parisiens) et les acheteurs en payant le prix convenu aux premiers, à charge d’en obtenir le remboursement des seconds.

### Les transports

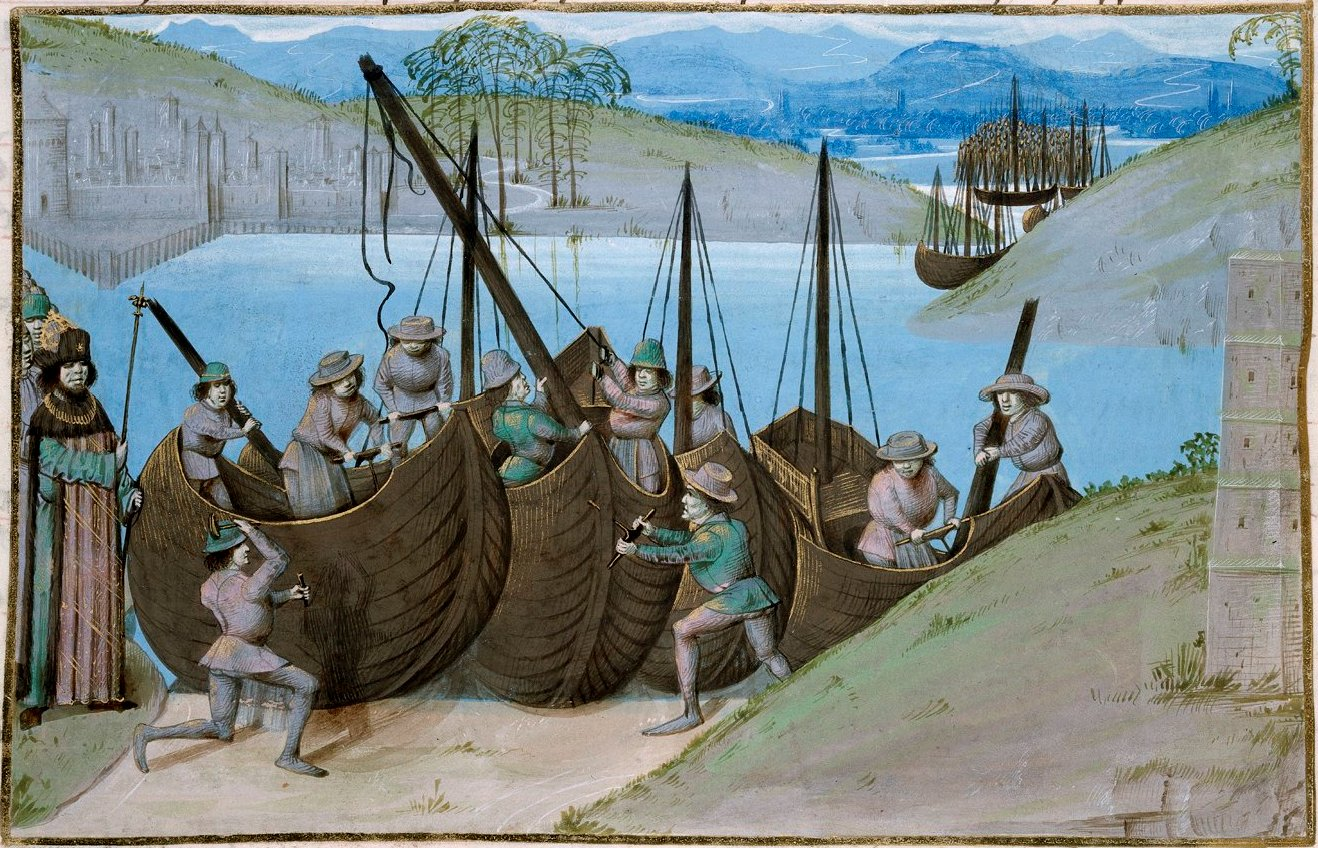
Construction de navires au XVe siècle. British Library.

36e bannière : Bastelliers, Faiseurs de basteaulx, Passeurs, Voituriers par eaue
Les « bastelliers » (bateliers) et les passeurs d’eau assurent le passage de la Seine en bateaux, à partir de la Grève, Saint-Landry, Saint-Gervais, le Louvre, Notre-Dame, Saint-Bernard et la rue des Barres.
Les « faiseurs de basteaulx » (faiseurs de bateaux) fabriquent les nefs et coches d’eau.
Les « voituriers par eaue » (voituriers par eau) assurent un service régulier entre Paris et ses environs, en amont et en aval.
40e bannière : Charrons
Les charrons fabriquent des chariots, charrettes, tombereaux….
42e bannière : Porteurs de Greve
Les porteurs de Grève assurent le port dans la ville de marchandises débarquées au port de Grève.
43e bannière : Porteurs des halles
Les porteurs des halles transportent des marchandises déposées aux halles.

## Les métiers du bâtiment

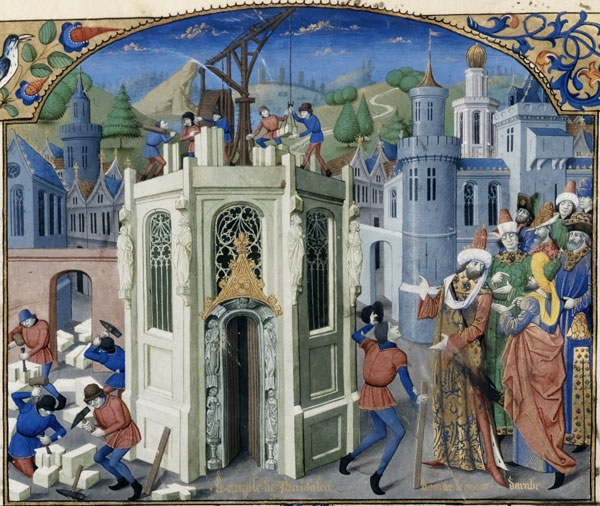
Reconstruction du temple de Jérusalem. Miniature du Maître de l'Échevinage de Rouen. BNF Fr2629.

La pierre est encore un matériau de luxe et ne sert souvent qu’aux fondations. La plupart des maisons sont bâties en bois. Les pierres et le plâtre sont déchargés, pour l’essentiel, au port de l’Archevêque.
32e bannière : Carriers, Maçons, Tailleurs de pierre
Les carriers exploitent les carrières ouvertes dans le sol de Paris. Les maçons fournissent l’outillage léger et la main-d’œuvre : valets, manœuvres. L’outillage lourd et les matériaux sont fournis par le client. Les tailleurs de pierre sont un métier spécialisé.
43e bannière : Chauffourniers
Les « chauffourniers » (chaufourniers) sont faiseurs et marchands de chaux.
53e bannière : Charpentiers
Les charpentiers ont seuls le droit de faire les charpentes.
57e bannière : Couvreurs de maison
Les couvreurs de maison assurent la couverture. L’ardoise et le chaume sont rares. La plupart des maisons sont couvertes de tuiles ou de bardeaux.

## Autres métiers
11e bannière : Chandeliers, Huilliers
Les chandeliers fabriquent et vendent des chandelles.
Les « huilliers » (huiliers) assurent le commerce des huiles destinées aux lampes.
29e bannière : Bibelotiers
Les « bilelotiers » (bimbelotiers) sont des fabricants de jouets.
35e bannière : Voirriers
Les voirriers fabriquent des pierres imitant les pierres précieuses et des bijoux en faux.
38e bannière : Barbiers
Les barbiers font les barbes et coupent les cheveux, mais ils sont aussi chirurgiens, les médecins se refusant à toute activité pouvant les assimiler à des travailleurs manuels.
41e bannière : Souffletiers, Ouvriers d'osier, Vanniers
Les souffletiers sont fabricants de soufflets.
Les vanniers et ouvriers d’osier sont constitués en corporation l’année même de l’Ordonnance des Bannières. Faiseurs de paniers, corbeilles…, ils ont aussi le droit de vendre divers objets de quincaillerie.
43e bannière : Revendeurs de foing et de paille, Estuviers
Les « revendeurs de foing et de paille » (revendeurs de foin et de paille) assurent la vente en gros du foin, généralement par charretée (à peu près 400 kg). La vente de détail est assurée par les regrattiers, chandeliers, fruitiers et loueurs de chevaux.
Les « estuviers » (étuvistes) tiennent les étuves.
48e bannière : Apoticaires
Les « apoticaires » (apothicaires) vendent des préparations médicinales et des herbes.
49e bannière : Deciers
Les « deciers » sont fabricants de dés à jouer.
50e bannière : Lunetiers
Les lunetiers (opticiens) sont mentionnés pour la première fois dans l’Ordonnance des Bannières, bien que l’invention des lunettes paraissent remonter au milieu du XIIIe siècle.
57e bannière : Mannouvriers
Les « mannouvriers » (manouvriers) sont des hommes de peine, travaillant à la journée.
58e bannière : Cordiers
Les cordiers fabriquent des cordes, mais aussi des filets et autres articles à usage de la chasse et de la pêche.
59e bannière : Potiers de terre, Faiseurs d'esteufz
Les potiers de terre fabriquent des poteries, en particulier de la vaisselle. Ils sont installés en dehors de la ville, par crainte des incendies.
Les « faiseurs d’esteufz » (paumiers) sont tenanciers des jeux de paume et de billard et fabricants de balles.

## Annexe: liste des bannières
1re bannière : TANNEURS, BAUDROYEURS, COURAYEURS. 2e bannière : SAINTURIERS, BOURSIERS, MEGISSIERS. 3e bannière : GANTIERS, ESGUEULLETTIERS, TAINTURIERS ET PAREUX DE PEAULX. 4e bannière : CORDOUENNIERS. 5e bannière : BOULENGERS. 6e bannière : PATICIERS, MUSNIERS. 7e bannière : FEVRES, MARESCHAULX. 8e bannière : SERRURIERS. 9e bannière : COUSTELLIERS, GUEYNIERS, ESMOLEURS. 10e bannière : SERPIERS, CLOUSTIERS. 11e bannière : CHANDELIERS, HUILLIERS. 12e bannière : LORMIERS, SELLIERS, COFFRIERS, MALLETIERS. 13e bannière : ARMURIERS, BRIGANDINIERS, FOURBISSEURS DE HARNOYS, LANCIERS, FOURBISSEURS D'ESPEES. 14e bannière : FREPPIERS. 15e bannière : MARCHANS PELLETIERS, COURAYEURS DE PEAUX. 16e bannière : MARCHANS FOURREUX. 17e bannière : PIGNERS, ARTILLIERS, PATINIERS, TOURNEURS DE BLANC BOYS. 18e bannière : BOUCHERS DE LA GRANT BOUCHERIE ET AUTRES BOUCHERIES SUBJECTES. 19e bannière : BOUCHERS DES BOUCHERIES DE BEAUVAIS, GLORIECTE, CIMETIERRE SAINT-JEHAN ET NOSTRE-DAME DES CHAMPS. 20e bannière : TIXERANS DE LINGE. 21e bannière : FOULONS DE DRAP. 22e bannière : FAISEURS DE CARDES ET DE PIGNES, TONDEURS DE GRANS FORCES. 23e bannière : TAINTURIERS DE DRAP. 24e bannière : HUCHERS. 25e bannière : COUSTURIERS. 26e bannière : BONNETIERS, FOULONS DE BONNETS. 27e bannière : CHAPPELIERS. 28e bannière : FONDEURS, CHAUDERONNIERS, ESPINGLIERS, BALANCIERS, GRAVEUX DE SEAULX. 29e bannière : POTIERS D'ESTAIN, BIBELOTIERS. 30e bannière : TIXERANS DE LANGE. 31e bannière : POURPOINTIERS. 32e bannière : MAÇONS, CARRIERS, TAILLEURS DE PIERRE. 33e bannière : ORFEVRES. 34e bannière : TONNELIERS, AVALLEURS DE VINS. 35e bannière : PAINTRES, YMAGERS, CHASUBLIERS, VOIRRIERS, BRODEURS. 36e bannière : MARCHANDS DE BUCHES, VOITURIERS PAR EAUE, BASTELLIERS, PASSEURS, FAISEURS DE BASTEAULX. 37e bannière : SAVETIERS. 38e bannière : BARBIERS. 39e bannière : POULLAILLERS, QUEUX, ROTISSEURS, SAUCCISSIERS. 40e bannière : CHARRONS. 41e bannière : LANTERNIERS, SOUFFLETIERS, VANNIERS, OUVRIERS D'OSIER. 42e bannière : PORTEURS DE GREVE. 43e bannière : HENOUARS, REVENDEURS DE FOING ET DE PAILLE, CHAUFFOURNIERS, ESTUVIERS, PORTEURS DES HALLES. 44e bannière : VENDEURS DE BESTAIL, MARCHANS DE BESTAIL, VENDEURS DE POISSON DE MER. 45e bannière : MARCHANS DE POISSON D'EAUE DOUCE, PESCHEURS. 46e bannière : LIBRAIRES, PARCHEMINIERS, ESCRIPVAINS, ENLUMINEURS. 47e bannière : DRAPPIERS, CHAUSSETIERS. 48e bannière : ESPICIERS, APOTICAIRES. 49e bannière : DECIERS, TAPICIERS, TANDEURS, TAINTURIERS DE FIL, DE SOYE ET DE TOILLES. 50e bannière : MERCIERS, LUNETIERS, TAPICIERS SARRASINOIS. 51e bannière : MARESCHERS, JARDINIERS. 52e bannière : VENDEURS D'EUFZ, FROMAGES ET EGRUN. 53e bannière : CHARPENTIERS. 54e bannière : HOSTELLIERS, TAVERNIERS. 55e bannière : PIGNEUX ET CARDEUX DE LAYNE. 56e bannière : VIGNERONS. 57e bannière : COUVREURS DE MAISON, MANNOUVRIERS. 58e bannière : CORDIERS, BOURRELIERS, CORRETIERS DE CHEVAUX, VENDEURS DE CHEVAUX. 59e bannière : BUFFETIERS, POTIERS DE TERRE, NATIERS, FAISEURS D’ESTEUFZ. Aux bannières regroupant les métiers s’ajoutent la 60e bannière : NOTAIRES, BEDEAUX ET AUTRES PATRICIENS EN COURS D’EGLISE, MARIEZ, NON ESTANS DE MESTIER et la 61e bannière : COUR DE PARLEMENT, CHAMBRE DES COMPTES, CHATELET, PREVOTE DE PARIS, PREVOTE DES MARCHANS.